# Romario Caicedo
Romario Javier Caicedo Ante (ur. 23 maja 1990 w Eloy Alfaro) – ekwadorski piłkarz występujący na pozycji prawego obrońcy lub prawego pomocnika, reprezentant Ekwadoru, od 2017 roku zawodnik Emelecu.

## Kariera klubowa
Caicedo jest wychowankiem amatorskiej drużyny Chimborazo FC, występował również w reprezentacji prowincji Chimborazo. W wieku osiemnastu lat przeniósł się do występującego w najwyższej klasie rozgrywkowej zespołu CD Olmedo z siedzibą w Riobambie. W ekwadorskiej Serie A zadebiutował za kadencji szkoleniowca Ariela Grazianiego, 27 listopada 2010 w przegranym 0:3 spotkaniu z Espoli. Przez kolejne półtora roku pełnił rolę rezerwowego, a podstawowym zawodnikiem formacji ofensywnej został po przyjściu do ekipy trenera Óscara Pacheco. Pierwszego gola w lidze ekwadorskiej strzelił 25 lipca 2012 w wygranej 4:1 konfrontacji z Técnico Universitario. Na koniec sezonu 2012 spadł z Olmedo do drugiej ligi, lecz już po roku nieobecności – na koniec rozgrywek 2013 – poprowadził ekipę do awansu z powrotem na najwyższy szczebel. Tutaj ekipa Olmedo spędziła rok, po czym w sezonie 2014 spadła do drugiej ligi po raz kolejny. Ogółem barwy Olmedo gracz reprezentował przez sześć lat.
W lutym 2016 Caicedo powrócił do pierwszej ligi, na zasadzie wolnego transferu dołączając do absolutnego beniaminka rozgrywek – klubu Fuerza Amarilla z miasta Machala. Od razu został kluczowym piłkarzem drużyny i czołowym asystentem rozgrywek, a za sprawą udanych występów już po roku przeniósł się do krajowego potentata – zespołu CS Emelec z siedzibą w Guayaquil.

## Kariera reprezentacyjna
W seniorskiej reprezentacji Ekwadoru Caicedo zadebiutował za kadencji selekcjonera Gustavo Quinterosa, 26 lipca 2017 w wygranym 3:1 meczu towarzyskim z Trynidadem i Tobago.